# Metasia
Metasia é um gênero de mariposa pertencente à família Crambidae.